# Церафроніди
Церафроніди (Ceraphronidae) — родина перетинчастокрилих комах. Включає 14 родів і близько 360 відомих видів.

## Опис
Дрібні комахи, завдовжки 1-5 мм. Вони переважно чорного кольору, але зустрічаються також коричневі, помаранчево-коричневі та жовтуваті кольори (частіше на животі). Антени мають сильно витягнутий базальний сегмент, решта антени сидить на ньому під чітким кутом («колінчасті» вусики). Родина відрізняється від близькоспоріднених Megaspilidae тим, що має дуже маленьке рильце на крилі, дуже широкий метасомальний черешок і одну серединну борозенку в мезоскутумі.

## Спосіб життя
Загалом це маловідома група, хоча більшість з них вважаються паразитоїдами комах (переважно двокрилих, сітчастокрилих), а деякі — гіперпаразитоїдами (паразитують на личинках браконід). Частина видів — мірмекофіли, деякі виведені із скорпіонниць, кокцид, горіхотворок, сонечок. Багато видів живуть в ґрунті, деякі з них безкрилі.

## Роди
- Abacoceraphron Dessart, 1975
- Aphanogmus Thomson, 1858
- Ceraphron Jurine, 1807
- Cyoceraphron Dessart, 1975
- Donadiola Dessart, 1975
- Ecitonetes Brues, 1902
- Elysoceraphron Szelenyi, 1936
- Gnathoceraphron Dessart et Bin, 1981
- Homaloceraphron Dessart et Masner, 1969
- Kenitoceraphron Dessart, 1975
- Microceraphron Szelenyi, 1935
- Pteroceraphron Dessart, 1981
- Retasus Dessart, 1984
- Synarsis Förster, 1878